# براندون ديكسون
براندون ديكسون (بالإنجليزية: Brandon Dickson)‏ هو لاعب كرة قاعدة أمريكي، ولد في 3 نوفمبر 1984 في مونتغومري في الولايات المتحدة.

## وصلات خارجية
- براندون ديكسون على موقع دوري كرة القاعدة الرئيسي (الإنجليزية)
- براندون ديكسون على موقع الدوري الياباني لكرة القاعدة (الإنجليزية)
- براندون ديكسون على موقعبيزبول رفرنس.كوم (الدوري الرئيسي) (الإنجليزية)
- براندون ديكسون على موقعبيزبول رفرنس.كوم (الدوري الثانوي) (الإنجليزية)
- براندون ديكسون على موقع إي إس بي إن.كوم (أم.أل.بي) (الإنجليزية)
- براندون ديكسون على موقع مشجعي الرسوم البيانية (الإنجليزية)
- براندون ديكسون على موقع اللجنة الأولمبية الدولية (الإنجليزية)
- براندون ديكسون على موقع أوليمبيديا (الإنجليزية)